# Добрянське (Тячівський район)
Добря́нське — село в Україні, у Вільховецькій сільській громаді Тячівського району Закарпатської області.
Колишня назва — Нягово.
Хутар - саме звідси бере початок с. Добрянське. Перші поселенці заснували тут невеликі хуторки – хатинки з господарством, садибою. Проживала в такому хуторі велика родина, а знаходилися вони на досить далекій відстані один від одного. Зараз це густозаселена північна частина села.

## Історія
Нягово було заселено наприкінці 14 століття, у родючому районі поблизу Тересви.
З 1415 року є відомості про першого власника румунського походження з родини Урмезеї, яка отримали село від короля Сигізмунда.
У 15 столітті село було власністю сім'ї Няговаї, які були нащадками кенезів.
У 1504 році вважалося кріпосним селом родини Погань.
З розвитком феодальних відносин, на Закарпатті розвивається й культура. Її поява пов’язана з прийняттям християнства. Церковна або старослов’янська мова стала спільною для всіх слов’ян. Оскільки тут не було окремого державного об’єднання, то й не видавались офіційні документи, які би відбивали соціально-економічне становище. Тому давніми літературними пам’ятками були книги церковного вжитку. Ось таким давнім документом і є “Няговське поученіє на Євангеліє”. Його досліджував доктор слов’янознавства А. Петров. Його праця називається «Відгук Реформації в руському Закарпатті ХVI ст.» Видана вона була 1923 р. в Празі, типографії д-ра Ед. Грегра і сина. А. Петров пише, що рукопис названий Нягівським, належить монастирю св. Миколая на г. Чернецькій біля Мукачева. Для вивчення і видавництва рукопис передав ігумен монастиря, отець А. Кралицький. Рукопис у давньому переплеті із двох дерев’яних дощок, обтягнутих коричневою шкірою, складається із 248 листів цупкого паперу. Листи 158 і 159 вирвані, і збереглися тільки обривки.
На листах 2-30 внизу приписка: «Сію книгу во славу святая и животворящая и неразделимая Троицы, Отца и Сына и святого Духа. Сію книгу душеполезную, рекомую Эвангеліє толкованое, писал раб Божій Михаіл, Стефана Горб’янского син, за отпущеніє гріхов своїх і за родителей своїх, и за братию, писал из Эвангелия другого, которое было написано на сей текст, как и сие, у Нягове, де храм святого Архистратига Михаіла, при єпископе Михаиле Мануїле Поучанском, Мукачевськом, Мармароськом и прочих урочих ему пределов». Далі подібно до півуставу: “Божія đχни, мъсяца Іануарія Sί дня.”
Таким чином, цей рукопис написаний в селі Нягово Маромороського краю в 1757-1758 рр. Тією ж рукою скорописом на л. 148б. внизу: «Не азь писал, Михаил, но благодать Божая, бо азь непотребний раб Божій есть» і на л. 233б. Внизу: «Не аз Михаил писал, но благодать Божья». Основна частина рукопису написана різними почерками, ймовірно, Михайло Горб’янський робив копію з Євангелія, перепис вели й інші особи на його прохання. Нягівське Євангеліє має багато помилок, пропусків – виправлені із них лише деякі, а в основному передано справжній оригінал. Рукопис має також поправки читачів. В багатьох місцях оригінальний текст закреслений, навіть заклеєний смужками паперу, на яких і написані поправки; інколи перероблені букви.
Рукопис написаний мовою «простого народа». Тут багато слів, цілих фраз у «слов’яноруській» формі. Ці поправки надзвичайно цінні – вони говорять нам про мову, яка використовувалася в церковній сфері; знаходимо пояснення до слів, які вже не використовуються в нашій мові. Інколи мова письма була настільки народною, що її замінювали церковно-слов’янськими словами та зворотами. Цікавим стало виправлення такої фрази: «Благое черево, што тя носило и цицька, которою есь зосьсавь (190) – Блаженно чрево что тя носило, и сосца, которою еси сьсаль». В рукописі багато мадярських, румунських, руських слів, які вживалися лише в Марамороші. Зустрічаються такі слова, як бізуно, бирув, ощипок, годуля, газда, філь, лиш і т.д. Няговське поученіє було предназначено для «простих, некнижних мирян». Доктор слов’янознавства А. Петров вважає, що Нягівське вчення – твір самостійний, це перша рукопис пам’ятка карпаторуського наріччя. Як пише сам автор поучение «слово Божіє святоє Євангеліє должно быть передано народу на его родном языке, што бы розумели убогые люди»
Першими родинами, які оселилися на території села, були сім’я Мандзюків, що прибула із Польщі, сім’я Думничів – із Румунії, сім’я Палінкашів - із Угорщини. Це були родини лісорубів. У 1750р. тут оселилася родина на прізвище Тонкогрибовичі. Глава сім’ї мав дерев’яний верстат – майстрував вози, колеса, лави, столи тощо. У селі його прозвали токарем, згодом це прозвище стало прізвищем великої родини Токарів.
На захід від центра села (2 км) розкинувся приселок Секетура – з румунської - пусте місце. У 1843 р. тут оселився перший житель – Горничар Василь Васильович, який займався землеробством.
Багато не розвіданих таємниць має урочище Ропа, так називають у селі Соляну Мочарь (Млаку). Свою назву це урочище дістало від надзвичайно соленої води у струмку, який тут протікає. Цей струмок з давніх часів був відомий своїми лікувальними властивостями (зараз про це практично не знають). Тут літом робили ванни люди, які хотіли вилікуватися від ревматизму та інших недуг. Викопували неглибоку яму, з середини вимазували глиною і заливали соленою водою. У ватрі нагрівали велике каміння, кидали у яму з водою, вода нагрівалася, потім починалася лікувальна процедура. Зараз жителі Добрянського солену воду й болотяну глину приносять додому, для проведення лікувальних процедур.
Теплиця – це невелике водоймище, яке знаходиться недалеко від річки. Назву йому дали жителі. Пояснюється вона тим, що вода взимку тут тепла, а влітку – холодна. Дно теплиці вкрите невеликою галькою, вода надзвичайно чиста і не каламутиться. Тут б’ють підземні води, так звані у народі, водні нори. Це пояснює таку температуру води літом та зимою.
В минулому це була річка, яка мала для села господарське значення. На ній були збудовані млини (звідси і назва). За знайденою інформацією тут були три млини. На млинах були зроблені спеціальні валила і ступки для вибивання джерг (тканих шерстяних килимків). У валилах вода крутилась і вибивала джерги, а також нитки для цієї роботи. При цьому, на тканині висмикувалися крючки, а на нитках робилися потовщення – вузлики. Поверхня джерги була ворсистою. Ступки товкли матерію, роблячи її гладкою. Часто в ступках вибивали домоткану тканину із льону, коноплі.
До млинів возили молоти зерно, борошно робили декількох ґатунків. Ці млини мали популярність і на сусідні села. Під час одного з паводків млини були так сильно пошкоджені, що господарі не змогли їх відновити. Колись Млиновиця була повноводною річкою, зараз – це невеличкий потічок.
Церква Вознесіння Господнього. 1928.
Православну громаду утворено в селі в 1924 р. Землю для спорудження церкви дав Дмитро Продан, який повернувся з Америки. Зрубну церкву збудували з дуба місцеві майстри Юрій Думнич та Василь Маджара за своїм планом. У церкві встановили іконостас, що залишився зі старої дерев’яної церкви і зберігався на хорах у греко-католицькій церкві. Образи намалював Василь Токар, а оновив їх художник Василь Хланта.
Невелику муровану церкву збудовано також у присілку Фаркашово.

## Туристичні місця
- храм Вознесіння Господнього. 1928.
-  “Няговське поученіє на Євангеліє”
- урочище Ропа, так називають у селі Соляну Мочарь(Млаку)
- Теплиця –  невелике водоймище,.

## Населення

### Мова
Розподіл населення за рідною мовою за даними перепису 2001 року:
| Мова       | Кількість | Відсоток |
| ---------- | --------- | -------- |
| українська | 2679      | 98.71%   |
| російська  | 31        | 1.15%    |
| білоруська | 2         | 0.07%    |
| угорська   | 2         | 0.07%    |
| Усього     | 2714      | 100%     |